# L'enfer (film 2005)
L'enfer è un film del 2005 diretto da Danis Tanović.
Pellicola di produzione francese, con regista bosniaco, interpretato da Emmanuelle Béart, Marie Gillain, Karin Viard e Carole Bouquet.
Il film è basato su una sceneggiatura che Krzysztof Kieślowski scrisse prima di morire (il regista polacco scomparve nel 1996), e che fa parte di una ideale trilogia dedicata a Paradiso, Purgatorio ed Inferno, già utilizzata per il film del 2002 Heaven.

## Trama
Il film è ambientato a Parigi e narra le vicende di tre sorelle: Celine, Anne e Sophie. Inizia con una scena in cui una donna e la sua giovane figlia (che poi scopriremo essere Celine) entrano in un ufficio e vedono due persone: il padre di lei e un giovane nudo. Dopo che Sebastian ha incontrato Celine alcune volte molto più tardi nella loro età adulta, in seguito a un malinteso in cui lei si spoglia per lui perché crede che sia un ammiratore, lui le confida che era lui il giovane, e che l'incarcerazione di suo padre per il crimine cui lei aveva assistito era in realtà colpa sua. Le rivela infatti che si era innamorato di suo padre e, trovandosi finalmente solo con lui e non sapendo cos'altro fare, si tolse i vestiti. Viene poi rivelato che il padre delle ragazze aveva cercato di vedere le sue figlie al suo rilascio dal carcere quando erano giovani facendo irruzione nell'appartamento della sua ex moglie e chiudendola in cucina per cercare di vedere le sue figlie; ma loro, dopo aver saputo dalla madre cosa avesse fatto il padre, si erano chiuse nella loro camera da letto. 
La madre scappò dalla cucina e lui la aggredì, procurandole una lesione cerebrale che le comportò l'incapacità di parlare. Poi saltò dalla finestra, uccidendosi.
Nel presente, Anne ha una relazione con un uomo che è sia il padre della sua migliore amica che un professore della Sorbona, del quale rimane incinta (mentre il professore è ancora sposato). Il matrimonio di Sophie va in pezzi perché suo marito ha una relazione. Celine contatta le sue sorelle, che non vede da tempo anche se vivono tutte e tre a Parigi, e spiega la verità sull'innocenza di suo padre rivelata da Sebastian. Fanno così visita alla madre nella sua casa di riposo per anziani e le rivelano che la condanna del padre fu frutto di un malinteso e che lei sbagliò a diffamarlo. La madre, però, risponde scrivendo "Non ho rimpianti", lasciando intendere un ulteriore motivo per denunciare l'allora marito. 